# ギャラリー五辻

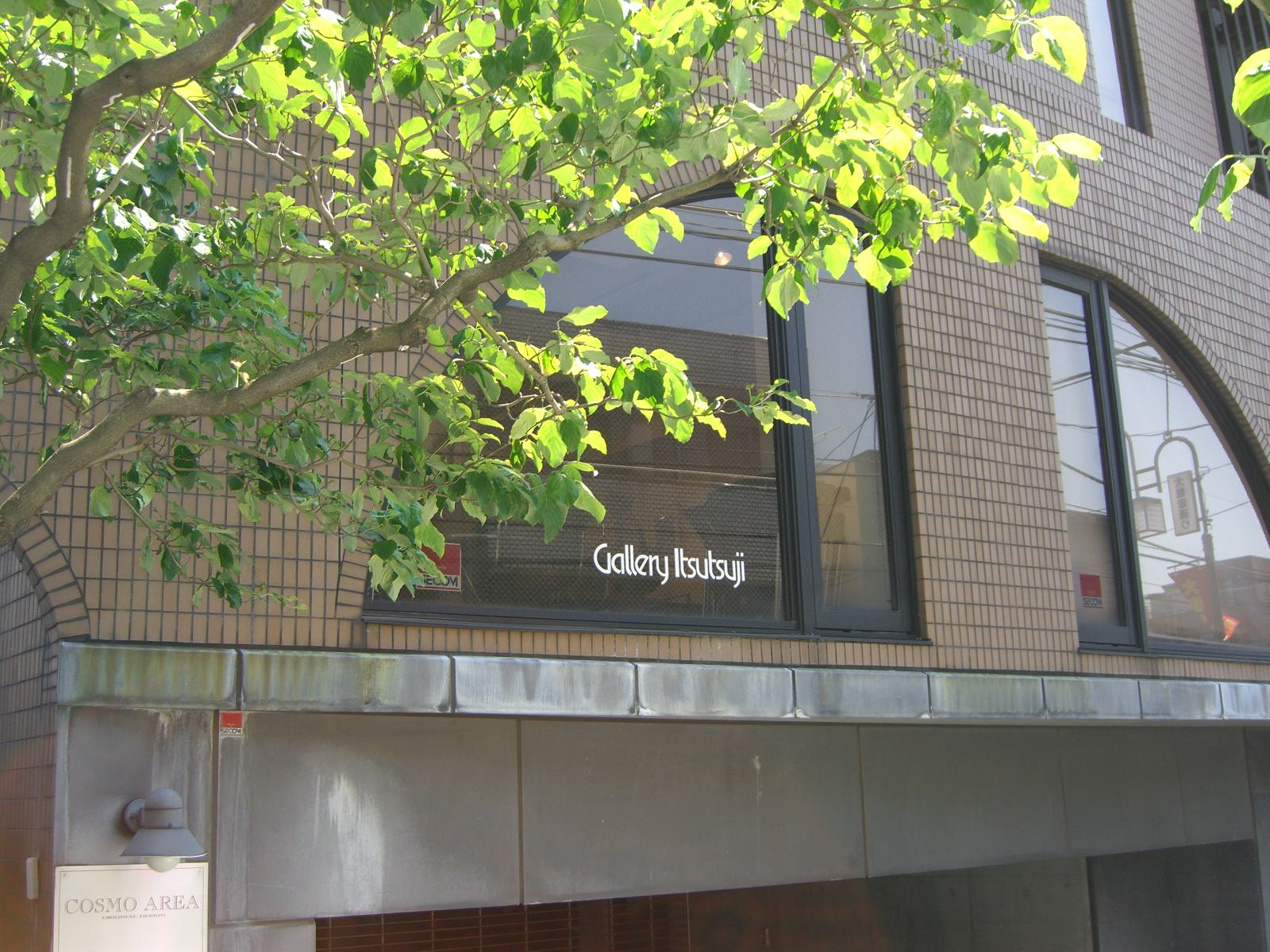
ギャラリー正面

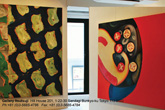
展示フロアー

ギャラリー五辻（-いつつじ）は、東京都文京区千駄木にある現代美術ギャラリー。

## 概要
フジテレビギャラリー設立に参加し、そこで1970年より20年間チーフディレクターとして活動した五辻通泰（いつつじ みちやす）が、1990年にオープン。日本の現代美術業界でも評価されている「notable galleries , Art museum」の一つ。第2次大戦後のフランス人アーティストの展示を中心に多彩な活動を行っている。
1960年後半より1970年代にかけて南フランスに新しい美術運動として台頭したシュポール・シュルファスのアーティストを熱心に扱い、美術館、企業、コレクターに作品を紹介、多くの作品がコレクションされた。
取り扱い作家はクロード・ヴィアラ (w:en:Claude Viallat, )、ルイ・カーヌ（w:fr:Louis Cane）、ジャン＝ピエール・パンスマン（w:fr:Jean-Pierre Pincemin）、ダニエル・ドゥズーズ（w:fr:Daniel Dezeuze）、また、同時代の作家、ジャン＝ミッシェル・ムーリス（w:fr:Jean-Michel Meurice）、ジェラール・ティテュス＝カルメル（w:fr:Gérard Titus-Carmel）、ピエール・ビュラグリオ（w:fr:Pierre Buraglio）、ピエール・スーラージュ（w:fr:Pierre Soulages）等。
また日本の現代美術作家の国内外での紹介を積極的に行っており、とりわけ靉嘔、野田哲也の作品は同ギャラリーにて頻繁に個展が行われている。
最近ではフランスのギヨーム・ボタージ（Guillaume Bottazzi ）、日本の祐成勝枝（）等、若いアーティストにも力を入れていれ、今なお、現代美術の先駆け的存在として台頭している。取り扱いアーティストの中には日本を代表するアーティストcを始めとする日本の現代美術アーティストも少なくない。

## アクセス
- Google Map
- その他

## References
- Contemporary Art in France, French Embassy
- Gérard TITUS-CARMEL - Extraits & fragments des saisons 1989/1990.
- Pierre Buraglio
- Collectif d'art contemporain français
- « Pierre Descargues / Yves Klein comme s'il n'était pas mort », Gallery Itsutsuji, Tokyo, Japan
- ウェブサイト 15